# Pero lindigi
Pero lindigi là một loài bướm đêm trong họ Geometridae.